# The Cup of Life
The Cup of Life – piosenka latin-popowa stworzona na czwarty hiszpańskojęzyczny album studyjny portorykańskiego piosenkarza Ricky’ego Martina pt. Vuelve (1998). Wyprodukowany przez Desmonda Childa i Draco Rosę, utwór wydany został jako trzeci singel promujący krążek dnia 3 marca 1998 roku. Piosenkę nagrano także w języku hiszpańskim, pod tytułem „La copa de la vida”. Wersja latynoska spopularyzowała singel w krajach latynoskich. W połowie 1998 „The Cup of Life” został oficjalnym hymnem XVI Mistrzostw Świata w Piłce Nożnej. Na przestrzeni lat 1998–1999 singel został hitem światowych list przebojów, zdobywając szczyty notowań w Argentynie, Australii, Belgii, Francji, Hiszpanii, Niemczech, Szwajcarii i Szwecji oraz plasując się w Top 10 większości zestawień.
W 1999 nagranie zdobyło nagrodę Premios Lo Nuestro w kategorii piosenka roku.

## Teledysk
W 1998 w Portoryko Wayne Isham wyreżyserował teledysk do utworu. Klip, którego premiera przypadła na kwiecień '98, zyskał dużą popularność dookoła świata.

## Wykonania koncertowe
Martin wystąpił z singlem 24 lutego 1999 w Los Angeles podczas 41. gali rozdania nagród Grammy. Jego występ uznaje się za pamiętny, a nagranie z koncertu dostępne jest na pierwszym krążku DVD wokalisty, The Ricky Martin Video Collection, wydanym w październiku 1999.

## Listy utworów i formaty singla
Europejski singel CD
1. „La copa de la vida” (Album Version) – 4:28
2. „La copa de la vida” (Spanish Remix – Radio Edit) – 4:37

Amerykański CD maxi singel
1. „The Cup of Life” (English Radio Edit) – 4:37
2. „The Cup of Life” (Spanish Radio Edit) – 4:37
3. „The Cup of Life” (Spanglish Radio Edit) – 4:37
4. „The Cup of Life” (The Dub of Life Mix) – 7:44
5. „María” (Jason Nevins Remix) – 3:45
6. „María” (Spanglish Radio Edit) – 4:31

## Pozycje na listach przebojów
| Kraj                     | Notowanie (1998/1999)         | Wydawca              | Najwyższa pozycja |
| ------------------------ | ----------------------------- | -------------------- | ----------------- |
| Argentyna                | Top 100 Singles               | IFPI                 | 1                 |
| Australia                | Top 100 Singles               | ARIA Charts          | 1                 |
| Austria                  | Top 75 Singles                | Ö3 Austria Top 40    | 4                 |
| Belgia (Flandria)        | Ultratop 50                   | Ultratop             | 27                |
| Belgia (Region Waloński) | Ultratop 40                   | Ultratop             | 1                 |
| Finlandia                | Top 20 Singles                | ÄKT                  | 4                 |
| Francja                  | Top 100 Singles               | SNEP                 | 1                 |
| Hiszpania                | Top 50 Singles                | PROMUSICAE           | 1                 |
| Holandia                 | Dutch Top 40                  | MegaCharts           | 8                 |
| Japonia                  | Top 100 Singles               | Oricon               | 68                |
| Niemcy                   | Top 100 Singles               | Media Control Charts | 1                 |
| Norwegia                 | Top 20 Singles                | VG-lista             | 2                 |
| Stany Zjednoczone        | Billboard Hot 100             | Billboard            | 45                |
| Stany Zjednoczone        | Hot Dance Singles Sales       | Billboard            | 4                 |
| Stany Zjednoczone        | Hot Latin Tracks              | Billboard            | 2                 |
| Stany Zjednoczone        | Latin Pop Songs               | Billboard            | 2                 |
| Stany Zjednoczone        | Latin Tropical Songs          | Billboard            | 3                 |
| Stany Zjednoczone        | Top 40 Mainstream (Pop Songs) | Billboard            | 18                |
| Szwajcaria               | Top 100 Singles               | Schweizer Hitparade  | 1                 |
| Szwecja                  | Top 60 Singles                | Sverigetopplistan    | 1                 |
| Wielka Brytania          | UK Singles Chart              | OCC                  | 29                |